# 那不勒斯王国
那不勒斯王国（拉丁語：Regnum Neapolitanum）是一个包括意大利半島部分和教宗国南部。时间从1282年至1816年。那不勒斯王国的创立是西西里晚祷战争的结果。当西西里岛发生起义以及被阿拉贡联合王国镇压之后，西西里分离成为西西里王國。那不勒斯仍然官方称为西西里王国，这个是先前王国的名称。1816年，那不勒斯与西西里王国重新联合成为兩西西里王國。

## 历史

### 安茹王朝
1282年起义之后，国王卡洛一世被迫逃离西西里岛，但仍旧维持对大陆地区的统治。王国以首都为名，史称“那不勒斯王国”，但在当时仍然自称西西里王国。直到1373年，那不勒斯女王乔万娜一世和西西里国王费德里科四世才签订《新城和约》，彼此承认对方的合法性。
1382年，没有后嗣的乔万娜一世指定法国国王让二世的次子安茹公爵路易一世继位，旋即被堂弟卡洛推翻，卡洛登基为卡洛三世。路易一世及其子路易二世因而与卡洛及其子拉迪斯劳争夺那不勒斯王位。卡洛一世一脉被称为大安茹支系，路易一世一脉被称为小安茹支系。1389年路易二世驱逐拉迪斯劳而登基，称路易吉二世，但拉迪斯劳于1399年将其驱逐后复位。
1435年拉迪斯劳的姐姐乔万娜二世驾崩后，大安茹王朝世系断绝。乔万娜指定路易吉二世的儿子安茹公爵勒内继位，王系转入小安茹支系。但勒内继位不久就被阿拉贡国王阿方索五世驱逐。

### 阿拉贡王朝
在1494年，费迪南多一世死后，查理八世侵入意大利，以安茹王朝的名义索取那不勒斯王国的王权。意大利戰爭爆发。
查理八世于1495年将阿方索二世赶出那不勒斯。但不久后被迫撤离。这是由于阿方索之子费兰蒂诺得到阿拉贡的费尔南多二世的支持。在西班牙将领贡萨洛·德·科尔多瓦的援助下，费兰蒂诺恢复王权。费兰蒂诺于1496年去世，无合法子嗣。其叔费代里戈即位为王。
1501年，法兰西国王路易十二与阿拉贡的费尔南多二世联合瓜分那不勒斯，后者已放弃对费代里戈的支持，费代里戈因而失国。但法兰西和阿拉贡两国很快为了争夺那不勒斯王国而交战，1504年阿拉贡得胜，费尔南多二世占领那不勒斯王国，称费迪南多三世。费迪南多三世定下外孙、卡斯蒂利亚女王胡安娜之子卡尔继承那不勒斯王位。
胡安娜因被疑精神失常，被费迪南多三世关在西班牙本土的一家修道院里。1516年费迪南多三世死后，胡安娜和卡尔先后分别继位为乔万娜三世和卡洛四世。卡洛四世就是后来的神圣罗马帝国皇帝卡尔五世。名义上那不勒斯等国由母子共治，但乔万娜三世仍然被关在修道院里，直到1555年驾崩。

## 旗帜

1282-1442 卡佩安茹王朝治下的國旗
1442-1516 亞拉岡聯合王國治下之國旗
哈布斯堡王朝治下之國旗
1714-1738 神聖羅馬帝國治下之國旗
1738–1806; 1815–1816 波旁王朝治下的國旗
1806–1808 約瑟夫·波拿巴治下的國旗
1808–1811 若阿尚·繆拉治下的國旗
1811–1815 若阿尚·繆拉治下第二版的國旗

## 其他
- 西西里君主列表
- 那不勒斯君主列表